# Troje povesti
Delo je bilo objavljeno leta 1911 pri Družbi sv. Mohorja v Celovcu.
Zgodba o dveh mladih ljudeh
Pavle in Mana bi se rada poročila, a za to nimata denarja. Odločita se, da bosta odšla iz domače vasi delat. Pavle se spomni na Lojzeta, ki je odšel delat v Ameriko, Mana pa se spomni na Hanco, ki je odšla delat v mesto. S solzami v očeh in s težkim srcem sta se odpravila vsak na svojo stran. Obema se precej slabo godi, vendar si tega v pismih ne upata priznati. Pavle ne  dobi službe, Mana pa gara pri ljudeh, ki jo ozmerjajo s kmetico. Ves ta čas pa si pišeta, da jima gre dobro, ker drug drugega ne želita obremenjevati s svojimi težavami. Lojze se je vdal in se vrnil v Ljubljano. Pavletu je obljubil, da bo Mani rekel, da se mu dobro godi, a ji je povedal po pravici. Po tem je tudi Pavle pisal, da se vrača. Mana ga je nestrpno pričakovala. Ko se je vrnil, sta bila bolj srečna kot kadarkoli. Tudi Lojze in Hanca sta se odločila biti srečna skupaj. 
Krčmar Elija
Nad dolino stoji črni tujec, si ogleduje njeno lepoto in prešteva njeno bogastvo. Ob mraku je senca presekala dolino.
Osojniška fara je bila bogata in blagoslovljena, vendar so ljudje nehvaležni in si tega niso zaslužili, ker so ves čas godrnjali in vzdihovali po časih, ko je še vladal kralj Matjaž in so resnično imeli vsega v izobilju.  Župnik si je že od začetka prizadeval, da bi jih spreobrnil, a mu to ni uspelo. Nekega večera je videl črne ptice in temo, ki je padla na dolino. Ko je zjutraj spraševal hlapca, če je kaj videl, pa ta ni videl ničesar. Bil je namreč v krčmi. Tri nedelje zapored je župnik pridigal in poskusil doseči, da bi se ljudje spreobrnili, vendar ga niso poslušali, ampak so šli raje v krčmo. Župnik je bil vedno bolj slaboten. Zadnjo nedeljo se je župnik poslavljal, molil je, da bi bilo fari prizaneseno. Na vrhu hriba je zagledal zloveščo črno podstavo, dolino pa je presekala temna senca. Vso noč je molil, do jutra pa je tako obnemogel, da ni mogel vstati.  Farani so obiskali župnika. Takrat je  prišel tujec, oblečen v črno in s sivim obrazom, s krempljastimi rokami in sladkim nasmehom. Ko ga je župnik pogledal je umrl. Tujcu je bilo ime Elija Nahmijas. Farane je ob smrti župnika obšel strah, zdaj so se zavedli, kaj so izgubili. Na dan pogreba je bilo vreme temačno. Imeli so občutek, da se je z njegovo smrtjo dolina popolnoma spremenila. V krčmi pa so se kmalu obrnili na stara pota. Sedmina je bila bolj podobna veseli svatbi kot žalobni sedmini. Tujec Elija, novi krčmar, jih je prijazno sprejel v svojo krčmo. Vsi so hodili tja in se opijali, krčmar pa je v mislih napovedoval, kako jih bo oropal vsega, kar imajo. Vino je bilo močnejše kakor so bili navajeni. Potnik je zaspal na poti domov, našel ga je njegov sin. Vsi trije njegovi sinovi so eden za drugim s težkim srcem odhajali od doma, medtem ko so ljudje v krčmi izgubljali svoje premoženje, svoje njive in vinograde pa so puščali vnemar. V dolino je prišel tudi razcapan cigan, ki so ga Potnikovi sprejeli, da je spal v hlevu. Cigan je Potnikovemu najstarejšemu sinu povedal, da pride tja kjer so nesrečni ljudje in je zato prišel k Potnikovim. Vse tri mladeniče  tudi spremi od doma. Cigan je z zgodbo poskušal povedati ljudem, kaj se jim bo zgodilo, pa ga niso poslušali. Prvi je propadel Grajžar, ki se je obesil na tepko pred krčmo. Teden dni so farani hodili v cerkev, po tem pa so se vrnili v krčmo. Potnik je v svoji pijanosti videl Grajžarjevega duha.  Po tem je k Eliju prišel Kovač, ker ga je krčmar obral. Udaril ga je z bičem, Eliji se je pocedila kri in za nekaj dni se je odmaknil. Kovača so zaprli. Po tem je Martinov neke noči zažgal lasten dom, ker mu ga je Elija prevzel. Ljudje so spoznali, da jim krčmar ni prinesel nič dobrega, zato so se obrnili proti njemu. Elija se začne žreti zaradi vaščanov, kar mu ni pogodu. Po tem se je Elija začel opijati s svojim vinom, a še vedno ni mogel spati. Bal se je noči, ker je videval Grajžarjevega duha. Cigan se je začel odpravljati, še prej pa je Eliji povedal, da se je pomehkužil. Kmetje so se obrnili proti krčmarju, zažgali so njegovo krčmo. Ko je gorela so se prerekali, ali je krčmar zlodej ali ne. Elija pa se je skrival v grmovju. Ko so odšli je za hišo zasadil vrt in ga obdal s plotom in si zgradil lopo. V lopi je pil in se pogovarjal z duhovi mož, ki jih je poslal v smrt (Kovač, Grajžar, Martin). Elija si je našel tudi ženo, imenoval jo je Izis. Skupaj sta popivala in zapravljala. Ker pa ji ni mogel dati vsega, kar je hotela, ga je zapustila. Prišli so rubežniki in mu vse pobrali. Na koncu ga je povozil voz, ko so se Potnikovi fantje vrnili domov. Najmlajši je Elija odnesel v hišo, imenuje ga odrešenika.  
Zgodba o Šimnu Sirotniku
Šimen je bil kovač v mestu. In ker se v mestu ljudje hitreje starajo kot na deželi, je bil že pri petdesetih betežen starec, nezmožen še naprej opravljati svoje delo. Gospodar ga je odpustil in Šimen ni imel kam iti. Ni pa se prepiral ne z Bogom ne z ljudmi in je šel iskat pravico. Ko je spraševal o pravici so mu vsi govorili, da ne obstaja več pravica na svetu. Odšel je v gostilno, da bi tam v miru umrl, pa mu niso pustili. Hotel je umreti ob cesti, pa mu tudi niso pustili. Peljali so ga pred sodnika, ki ga je poslal domov. Ker se ni spomnil, kje je doma, so pogledali v papirje in ga poslali v Prisojnico. Pot je bila dolga in naporna, ko pa je prispel tja, ga niso bili veseli, ker jim je predstavljal nadlogo. Prišli so v spor s sosednjo Osojniško občino, ker se niso mogli dogovoriti, v katero občino spada. Med tem pa ga nihče ni želel rediti, da ne bi bila katera od občin prikrajšana. Ugotovili so, da je hiša, v kateri je bil rojen, stala na meji. Ker se niso mogli domeniti, so ga posadili na ruševine njegove rojstne hiše, biriča iz vsake občine pa sta ga varovala, da ne bi odšel v eno ali drugo občino. Poslali so pismo oblastem, da naj odločijo, kam spada. Tako dolgo so se prepirali, da je Šimen umrl. Po tem so se prepirali, kje ga bodo pokopali. Po tem so videvali njegovega duha. Čez devet let je prišlo pismo, da bi zanj morala skrbeti prisojniška občina, vendar sta bila takrat že oba župana pokojna. 
Celotno besedilo dostopno na Wikiviru: Wikivir